# Al-Minya
Koordinaten: 28° 5′ N, 30° 46′ O

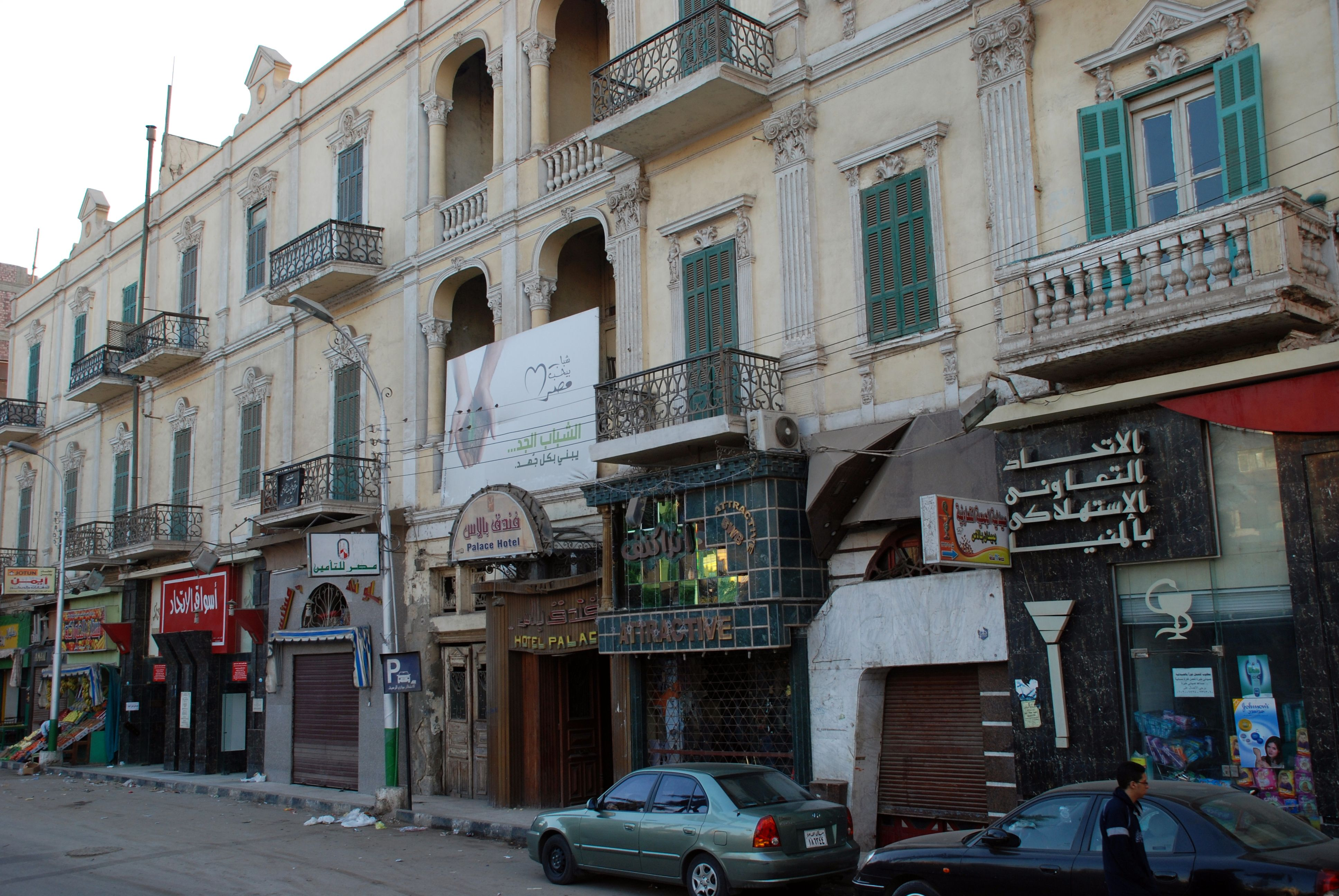
Häuserfassade mit neoklassizistischen Stilelementen vermutlich aus den 1920er-Jahren. Palace Hotel im Stadtzentrum an der Südseite des Midan at-Tahrir.

Al-Minya, auch Minia, veraltet Minieh, Minje (arabisch المنيا al-Minyā, ägyptisch-arabisch il-Minyā), ist die Provinzhauptstadt des Gouvernements al-Minyā in Mittelägypten. Die Stadt liegt 250 km südlich von Kairo am westlichen Ufer des Nil und hat etwa 220.000 Einwohner.

## Stadtbild
Die planquadratisch angelegte Innenstadt erstreckt sich zwischen einer breiten und gepflegten Niluferstraße (Corniche) im Osten und der Bahnlinie im Westen, die entlang eines Bewässerungskanals verläuft. Jenseits des Kanals dehnen sich uniforme Wohnviertel und Industriegebiete aus. An der Hauptachse zwischen Bahnhof und Nil liegt der Midan at-Tahrir als zentraler Platz der Stadt. Im Stadtzentrum wurden in kleinerem Maßstab, aber ähnlich wie in Kairo ab Ende des 19. Jahrhunderts ganze Straßenzüge mit repräsentativen Gebäuden nach europäischen Vorbildern der Zeit angelegt. Die meisten der erhaltenen Gebäude stammen vom Anfang des 20. Jahrhunderts und zeigen neoklassizistischen, Art-déco- und pseudoislamischen Stilmix. Einzelne freistehende Gebäude mit offiziellen Funktionen um den zentralen Platz wurden denkmalpflegerisch restauriert. Südlich des Midan at-Tahrir dehnt sich das alte Marktviertel mit engen Gassen aus. Der größere Teil der erhaltenswerten Wohngebäude in diesem Viertel befindet sich in einem schlechten Zustand.
Ein großer Teil der Einwohner sind Kopten. Eine koptische Kirche, die al-Lamati-Moschee und die al-Umra-Moschee liegen in der Altstadt. Seit 1895 ist die Stadt der Sitz der koptisch-katholischen Eparchie Minya.

## Wirtschaft
In Al-Minya werden Parfüm und Seife hergestellt. Im 19. Jahrhundert befand sich hier ein Zentrum des Baumwollanbaus, der von ansässigen ägyptischen und griechischen Großhändlern organisiert wurde. Baumwolle ist nach wie vor ein Exportprodukt, daneben gibt es Mehlmühlen und Zuckerraffinerien.
Der Flughafen al-Minya liegt nahe der westlichen Stadtgrenze; vom Stadtzentrum führt eine Brücke über den Nil auf die Ostseite. Seit 1979 besteht eine Städtepartnerschaft mit Hildesheim.

## Politische Situation
Die in den 1970er Jahren entstandene islamistische Bewegung al-Dschamāʿa al-islāmiyya bildete an der in dieser Zeit in al-Minya gegründeten Universität wie in anderen mittel- und oberägyptischen Städten Studentenvereinigungen. Sie kritisierten Ende des Jahrzehntes den damaligen Präsidenten Anwar as-Sadat wegen seiner Friedensverhandlungen mit Israel, worauf Sadat mit der Einschränkung ihrer politischen Freiheiten reagierte. Ein Teil dieser islamistischen Gruppen radikalisierte sich in der Folge, besonders al-Minya und das 125 km südlich gelegene Asyut wurden zu Zentren der studentischen Aufstandsbewegung. In den Jahren 1992 bis 1997 kam es zu mehreren Anschlägen von aus al-Minya operierenden islamistischen Gruppen. Studentengruppen wurden teilweise zu Jugendorganisationen der Muslimbrüder. In den 1980er und 1990er Jahren war al-Minya für Touristen aus Sicherheitsgründen praktisch nicht zugänglich, auch 2008 wurde Touristen teilweise noch Polizeischutz an die Seite gestellt, obwohl die politische Situation schon einige Jahre zuvor als beruhigt galt.
Al-Minya ist auch die Heimatstadt von Saad al-Katatni, dem Leiter der im ägyptischen Parlament vertretenen Partei der Muslimbrüder. Er war über die von Muslimbrüdern veranstalteten sozialen Hilfsangebote zu Popularität gekommen und wurde 2005 ins Parlament gewählt, wo er eine Region vertritt, die von den politischen Führern Unterägyptens wenig beachtet wird.
Bei einem Anschlag der Terrororganisation Islamischer Staat auf einen Bus mit christlich-koptischen Insassen an der Nordgrenze des Gouvernements starben am 26. Mai 2017 mindestens 29 Menschen. Die Kopten waren westlich des Nil in der Nähe des zwischen Al-Minya und Bani Suwaif gelegenen Ortes Maghagha auf dem Weg zum Kloster des hl. Samuel des Bekenners.
Bei einem erneuten Anschlag der Terrororganisation Islamischer Staat auf einen Bus mit christlich-koptischen Insassen am 2. November 2018 wurden mindestens sieben Menschen getötet und 14 zum Teil schwer verletzt. Die Kopten waren auf dem Weg zum Kloster des hl. Samuel des Bekenners. Laut einer Erklärung der ägyptischen Regierung wurden in den Folgetagen 19 mutmaßlich in den Angriff verwickelte Dschihadisten im Zuge einer Verfolgungsjagd in der Wüste der Provinz Minja getötet.

## Umgebung
7 Kilometer südlich der Stadt befindet sich am östlichen Nilufer eine ausgedehnte Nekropole mit Kuppelgräbern für Moslems und Christen, die Zawiyyat al-Mayyitīn (Zawyet el-Maiyitin, „Ort der Toten“) genannt wird und einer der größten Friedhöfe des Landes ist. In dessen Nähe ist auch die Basis einer Stufenpyramide aus der 3. Dynastie erhalten.
20 Kilometer südlich liegen ebenfalls am Ostufer die altägyptischen Felsgräber von Beni Hasan.

## Söhne und Töchter der Stadt
- Aghnatios Elias Yaacoub (1923–1994), ägyptischer Ordensgeistlicher und koptisch-katholischer Bischof von Luxor
- Mahmoud Abul Leil Rashid (1935–2011), ägyptischer Jurist und Politiker
- Saad al-Katatni (* 1952), Generalsekretär der ägyptischen Partei der Muslimbrüder
- Mervat Anim (* 1953), Schauspielerin
- Toma Adly Zaki (* 1966), koptisch-katholischer Bischof

## Klimatabelle
|                       | Jan  | Feb  | Mär  | Apr  | Mai  | Jun  | Jul  | Aug  | Sep  | Okt  | Nov  | Dez  |   |      |
| Mittl. Tagesmax. (°C) | 20,4 | 22,4 | 25,8 | 31,2 | 35,4 | 36,9 | 36,6 | 35,9 | 34,0 | 31,3 | 25,9 | 21,4 | ⌀ | 29,8 |
| Mittl. Tagesmin. (°C) | 3,9  | 5,2  | 8,2  | 12,6 | 16,4 | 19,3 | 20,4 | 20,3 | 18,4 | 15,5 | 10,2 | 5,8  | ⌀ | 13,1 |
|                       |      |      |      |      |      |      |      |      |      |      |      |      |   |      |
| Niederschlag (mm)     | 0    | 1    | 0    | 0    | 0    | 0    | 0    | 0    | 0    | 0    | 0    | 0    | Σ | 1    |
|                       |      |      |      |      |      |      |      |      |      |      |      |      |   |      |
| Sonnenstunden (h/d)   | 8,1  | 9,0  | 9,2  | 10,1 | 10,9 | 12,2 | 12,3 | 11,7 | 10,5 | 10,0 | 8,7  | 7,6  | ⌀ | 10   |
|                       |      |      |      |      |      |      |      |      |      |      |      |      |   |      |
| Luftfeuchtigkeit (%)  | 63   | 56   | 52   | 43   | 37   | 40   | 46   | 51   | 53   | 55   | 61   | 67   | ⌀ | 52   |

| 3,9 |

| 5,2 |

| 8,2 |

| 12,6 |

| 16,4 |

| 19,3 |

| 20,4 |

| 20,3 |

| 18,4 |

| 15,5 |

| 10,2 |

| 5,8 |

| 3,9 |

| 5,2 |

| 8,2 |

| 12,6 |

| 16,4 |

| 19,3 |

| 20,4 |

| 20,3 |

| 18,4 |

| 15,5 |

| 10,2 |

| 5,8 |